# 鐵道鎮站
鐵道鎮站（英語：Metrotown Station）是加拿大卑詩省本拿比一座架空列車博覽線車站，坐落鐵道鎮中央大道和威靈頓道的交界處以東，為運輸聯線收費架構中二號收費區的其中一個車站。此站於1985年12月11日聯同博覽線一起開幕，千禧線於2002年通車後亦曾駛經此站，直至當局於2016年10月22日重組架空列車網絡為止。博覽線在此站一帶為高架運行，並跟隨過去卑詩電力鐵路的中央公園市際電車走線。
此站開幕初期，鐵道鎮一帶的發展項目尚在起步階段，乘客流量因此較為稀疏，而來往車站和附近巴士總站的乘客則需在路面橫越馬路。隨著鄰近的大型商場相繼落成，當局亦於1989年增設一條橫跨中央大道的行人天橋連接車站、巴士總站和商場。而隨著鐵道鎮一帶日漸興旺，鐵道鎮站亦成為架空列車系統繼金馬素－百老匯站後的第二繁忙車站。
為了迎合日增的人流，運輸聯線於2011年公佈的2012年度展望報告中提出在鐵道鎮站進行擴建工程，並於2012年12月招標。運聯的招標書中指出施工期間若關閉鐵道鎮站的話，工程時間可從28個月縮短至15個月，而當局若封站的話，將考慮於車站以東設置一座臨時車站，但運聯最終決定在工程期間繼續開放鐵道鎮站。項目設計工序於2014年末完成，工程於2015年初展開。車站原有的唯一一座升降機在工程期間關閉，當局則提供穿梭巴士連接此站和柏德遜站及皇家橡樹站以便有需要的乘客。
改建後的中站房於2017年3月24日開放；西站房則於同年7月24日啓用，設有四部扶手電梯。東站房於2018年3月19日開放，同樣設有四部扶手電梯。除了上述八部扶手電梯外，改建後的鐵道鎮站亦設有三座升降機。

## 車站佈局
| T | 1號月台    | 博覽線往濱海站（柏德遜站）                                              |
| T | 島式月台   |                                                                         |
| T | 2號月台    | 博覽線往喬治國王站和生產路－大學站（皇家橡樹站）                        |
| C | 大堂       | 通道往鐵道鎮大都會商場、車站廣場（已關閉）和巴士總站 售票機、自動櫃員機 |
| S | 地面（東） | 東入口                                                                  |
| S | 地面（西） | 西入口升降機、售票機                                                    |

## 接駁交通
鐵道鎮站外的巴士站編排如下：
| 巴士站編號 | 服務路線                                                                            |
| ---------- | ----------------------------------------------------------------------------------- |
| 1          | 供巴士乘客下車                                                                      |
| 2          | 19號巴士，往史丹利公園方向                                                          |
| 3          | 430號巴士，往列治文－布里格豪斯站方向                                               |
| 4          | 130號巴士，往菲比斯轉車站方向                                                       |
| 5          | 222號巴士，往菲比斯轉車站方向                                                       |
| 6          | 119號巴士，途經京士威道往愛德蒙斯站方向 129號巴士，往浩登站方向（只限周末清晨時段） |
| 7          | 31號巴士，往河濱區方向                                                              |
| 8          | 146號巴士，往陽峰方向 147號巴士，途經南坡區往愛德蒙斯站方向                         |
| 10         | 供巴士乘客下車                                                                      |
| 11         | 49號巴士，往卑詩大學方向                                                            |
| 12         | 116號巴士，途經菲沙路往愛德蒙斯站方向                                               |
| 13         | 110號巴士，往洛歇鎮中心站方向                                                       |
| 14         | 144號巴士，往西門菲莎大學方向                                                       |

## 外部連結
- 维基共享资源上的相關多媒體資源：鐵道鎮站